# Castigo (film 2006)
Castigo (叫 Sakebi, conosciuto anche con il titolo internazionale di Retribution) è un film del 2006 scritto e diretto da Kiyoshi Kurosawa.
Il film fa parte della serie di film horror giapponesi J-Horror Theater.

## Trama
Il detective Yoshioka, indagando su una serie di delitti con lo stesso modus operandi ma con diverso assassino, scopre suo malgrado prove importanti che lo rendono sospettato per uno degli omicidi, nonostante non ricordi nulla dell'accaduto. Alcuni inquietanti sviluppi dell'indagine, tra cui le frequenti apparizioni del fantasma di una delle vittime, porteranno il detective a capire il motivo del suo coinvolgimento in questa sinistra storia con risvolti soprannaturali.